# ルーカス・オリヴェイラ・ダ・クルス
ルーカス・オリヴェイラ（Lucas Oliveira）ことルーカス・ダ・クルス・オリヴェイラ（ポルトガル語: Lucas da Cruz Oliveira、1996年2月2日 - ）は、ブラジルのサッカー選手。ポジションはDF。

## 経歴
2014年にECティグレス・ド・ブラジウでトップチームの試合に出場し選手となった。2018年にバングーACを経てアトレチコ・ゴイアニエンセに移籍した。
2022年に期限付き移籍でクルゼイロECに加入すると、翌年完全移籍となった。2024年2月1日に期限付き移籍でセグンダ・ディビシオンのレアル・バリャドリードに加入した。
同年7月21日、12月31日迄の半年の期限付き移籍でJ1リーグ・京都サンガF.C.に加入した。8月21日の天皇杯・大分トリニータ戦でフル出場して来日後初出場を記録した。

## 日本での個人成績
| 国内大会個人成績 | 国内大会個人成績 | 国内大会個人成績 | 国内大会個人成績 | 国内大会個人成績 | 国内大会個人成績 | 国内大会個人成績 | 国内大会個人成績 | 国内大会個人成績 | 国内大会個人成績 | 国内大会個人成績 | 国内大会個人成績 |
| 年度             | クラブ           | 背番号           | リーグ           | リーグ戦         | リーグ戦         | リーグ杯         | リーグ杯         | オープン杯       | オープン杯       | 期間通算         | 期間通算         |
| 年度             | クラブ           | 背番号           | リーグ           | 出場             | 得点             | 出場             | 得点             | 出場             | 得点             | 出場             | 得点             |
| 日本             | 日本             | 日本             | 日本             | リーグ戦         | リーグ戦         | リーグ杯         | リーグ杯         | 天皇杯           | 天皇杯           | 期間通算         | 期間通算         |
| ---------------- | ---------------- | ---------------- | ---------------- | ---------------- | ---------------- | ---------------- | ---------------- | ---------------- | ---------------- | ---------------- | ---------------- |
| 2024             | 京都             | 96               | J1               | 5                | 0                | -                | -                | 2                | 0                | 7                | 0                |
| 通算             | 日本             | 日本             | J1               | 5                | 0                | -                | -                | 2                | 0                | 7                | 0                |
| 総通算           | 総通算           | 総通算           | 総通算           | 5                | 0                | -                | -                | 2                | 0                | 7                | 0                |